# Roland Keijser
Roland Keijser (Mockfjärd, 9 augustus 1944 - Uppsala, 25 januari 2019) was een Zweedse jazzmuzikant, die saxofoon (tenorsaxofoon- en sopraansaxofoon), klarinet en fluit speelde.
Keijser groeide op in Grängesberg. In de jaren 60 ging hij met een eigen jazzkwartet spelen. In september 1968 werkte hij mee aan opnames van een jazzgroep van Jan Johansson en Arne Domnérus. Vanaf de jaren 70 speelde hij veel in de prog-rock-scene, hij speelde mee op albums van de bands Arbete & Fritid (met Bengt Berger) en Blå Tåget. Vanaf 1975 werkte hij samen met folkmuzikant Anders Rosén. In Denemarken maakte hij deel uit van de groep Sound of Flowers, met Fredrik Norén, Rune Carlsson, Bobo Stenson en Bronisław Suchanek. In zijn muziek vermengde hij daarna jazz met folk, zowel van Zweedse herkomst als van buiten de grenzen van Europa. Vanaf de jaren 90 speelde hij vaak met musici uit Noord-Afrika, Turkije en andere landen. Met saxofonist Lars Gulliksson leidde hij de groep Kalousch. 

## Discografie (selectie)
- Anders Rosén / Roland Keijser – Forsens Låt (Hurv, 1975)
- Roland Keijser, Peter Janson, Henrik Wartel – Tallars Tal (IAM, 1990)
- Back Home Blues (Sittel, 1994) met Anders Jormin, Anders Kjellberg, Tommy Kotter
- Kege Snö: Keijsaren Gripen efter Strid på Barnö (Umlaut Records, 2010) met Niklas Barnö, Joel Grip en Raymond Strid